# Kärsta och Bredsdal
Kärsta och Bredsdal – miejscowość (tätort) w Szwecji, w regionie administracyjnym (län) Västmanland, w gminie Västerås.
Według danych Szwedzkiego Urzędu Statystycznego liczba ludności wyniosła: 235 (31 grudnia 2015), 260 (31 grudnia 2018) i 261 (31 grudnia 2019).